# Мария-Тереза Савойская
Мария-Тереза Савойская (фр. Marie Thérèse de Sardaigne, итал. Maria Teresa di Savoia; 31 января 1756, Турин, Сардинское королевство — 2 июня 1805, Грац) — принцесса Сардинская и Пьемонтская, супруга Шарля де Бурбона, графа де Артуа, самого младшего внука короля Франции Людовика XV, который через 19 лет после её смерти стал королём Франции Карлом X в 1824 году.

## Биография
Мария Тереза Савойская была пятым ребёнком и третьей дочерью короля Сардинии Виктора Амадея III и его супруги королевы Марии Антонии Бурбонской, инфанты Испанской. Её бабушкой и дедушкой по отцовской линии были король Сардинии Карл Эммануил III и его жена Поликсена Кристина Гессен-Роттенбургская. Поликсена был дочерью Эрнста Леопольда, ландграфа Гессен-Роттенбургского. Её бабушкой и дедушкой по материнской линии были король Испании Филипп V и его вторая жена Елизавета Фарнезе.
16 ноября 1773 Мария-Тереза вышла замуж за Шарля де Бурбона, графа де Артуа; её сестра, Мария-Жозефина, вышла замуж за его брата, Луи-Станисласа графа Прованского, двумя годами ранее. Шарлю д’Артуа первоначально было предназначено жениться на принцессе Конде, и он был эмоционально и духовно ближе к своей другой невестке, Марии Антуанетте Австрийской; его брак с Марией-Терезой не сумел заинтересовать ни невесту, ни жениха. Она была одной из наиболее нелюбимых и непопулярных фигур при французском дворе в это время, хотя и избежала худших нападок и клеветы, направленных на Марию Антуанетту. Граф и графиня д’Артуа после рождения детей фактически не жили друг с другом.
У Марии Терезы Савойской и графа д’Артуа было четверо детей, последняя прямая линия старшей ветви Бурбонов:
- Людовик, герцог Ангулемский (1775—1844);
- София[фр.] (1776—1783);
- Шарль-Фердинанд, герцог Беррийский (1778—1820);
- Мария-Тереза (1783);

Графиня де Артуа бежала из Франции вместе со своим мужем в 1789 году, после начала Французской Революции. Мария-Тереза умерла в изгнании в Граце в 1805 году. Поскольку она умерла прежде, чем её муж стал королём Франции под именем Карл X, она не стала королевой и была погребена под именем графини д’Артуа. Мария-Тереза Савойская была захоронена в Императорском мавзолее рядом с собором Граца.